# Andamani erdeiszarka
Az andamani erdeiszarka (Dendrocitta bayleyii) a madarak (Aves) osztályának verébalakúak (Passeriformes) rendjébe, ezen belül a varjúfélék (Corvidae) családjába tartozó faj.

## Rendszerezése
A fajt Robert Christopher Tytler brit katona és természettudós írta le 1863-ban, Dendrocitta bailei néven. Tudományos faji nevét Edward Clive Bayley angol-indiai államférfi tiszteletére kapta.

## Előfordulása
Indiához tartozó, Andamán-szigetek területén honos. Természetes élőhelyei a szubtrópusi vagy trópusi síkvidéki esőerdők. Állandó, nem vonuló faj.

## Megjelenése
Testhossza 32 centiméter, testtömege 92-113 gramm.

## Természetvédelmi helyzete
Az elterjedési területe kicsi, egyedszáma 250-999 példány közötti és csökken. A Természetvédelmi Világszövetség Vörös listáján sebezhető fajként szerepel.